# Iosîpivka, Kozeatîn
Iosîpivka (în ucraineană Йосипівка) este localitatea de reședință a comunei Iosîpivka din raionul Kozeatîn, regiunea Vinnița, Ucraina.

## Demografie
Componența lingvistică a localității Iosîpivka
     Ucraineană (98,75%)
     Rusă (1,25%)
Conform recensământului din 2001, majoritatea populației localității Iosîpivka era vorbitoare de ucraineană (98,75%), existând în minoritate și vorbitori de rusă (1,25%).

## Legături externe
- pl Józefówka (2) w powiecie berdyczowskim în Dicționarul geografic al Regatului Poloniei și al altor țări slave, volum III (Haag — Kępy) anul 1882